# Tore Sjöstrand
Tore Ingemar Sjöstrand, eller Thore, född 31 juli 1921 Danmarks församling Uppsala, död 26 januari 2011, Växjö, var en svensk friidrottare (löpning) som var bosatt i Växjö. 
Sjöstrand tog bronsmedalj i hinder vid EM i Oslo 1946. Vid de Olympiska sommarspelen 1948 i London vann han 3000 meter hinderlöpning på tiden 9.04,6 före landsmännen Erik Elmsäter och Göte Hagström. Han vann två SM-guld på sträckan, åren 1947 och 1948. Han utsågs 1948 till Stor Grabb nummer 128 i friidrott.